# خبزية
الخبزية أو شجرة الخبز (الاسم العلمي: Artocarpus) هي جنس من النباتات يتبع الفصيلة التوتية من رتبة الورديات. الاسـم العلمي جاء من اليونانية (أرتوس == خبز وكاربوس == ثمر أو فاكهة). عادة تسمى النباتات في هذا جنس ببعض الأحيان ب«فاكهة القرود».